# Danielle de March-Ronco
Pour les articles homonymes, voir March.
Danielle de March-Ronco, née le 6 août 1939 à Lérouville (Meuse), est une femme politique française.

## Biographie
Danielle De March est la fille d'un tailleur de pierre et d'une employée de bureau. Après son brevet élémentaire, elle travaille comme employée mécanographe à l'URSSAF.
Elle s'engage activement dans la lutte syndicale et politique en tant que membre de la CGT et du PCF. Elle prend d'importantes responsabilités dans ce parti.
Élue députée européenne en juin 1979, Danielle De March devient en juillet vice-présidente du Parlement européen pendant la durée de la législature. Elle est réélue en 1984.
Elle est la seule femme à siéger au conseil général du Var en 1979. Elle est également élue conseillère municipale d'opposition à Toulon en 1989 et en 1995. Tête de liste aux élections régionales, elle est élue en 1994 puis réélue en 1998.
En février 2004, elle devient présidente de l'amicale des vétérans communistes varois.

## Détail des fonctions et des mandats
Mandats parlementaires
- 17 juillet 1979 - 23 juillet 1984 : Députée européenne
- 24 juillet 1984 - 24 juillet 1989 : Députée européenne

## Publications
- Cet homme face au soleil, Manugraph, 2005[2]
- Les mots de flamme, Transbordeurs, 2008
- L’empreinte des saisons, Éditions du Losange, 2011
- Les cahiers de Nina, Éditions du Losange, 2015
- Mon Toulon, nos résistances, Éditions du Losange, 2017[3]